# La pesta
La pesta (títol original en francès La Peste) és una novel·la de l'escriptor francès Albert Camus publicada el 1947. Explica la història d'uns doctors que descobreixen el sentit de la solidaritat en la seva tasca humanitària a la ciutat algeriana d'Orà mentre aquesta és assotada per una plaga. Els personatges del llibre, en un ampli ventall que va des de metges fins a turistes o fugitius, contribueixen a mostrar els efectes que una plaga pot tenir en una determinada població.
Es pensa que l'obra està basada en l'epidèmia de còlera que va patir la mateixa ciutat d'Orà durant 1849 després de la colonització francesa, tot i que la novel·la està ambientada al segle xx. La població d'Orà havia estat delmada per diverses epidèmies repetides vegades abans que Camus publiqués la novel·la.
Obra fonamental de la literatura del segle xx, és considerada un clàssic de l'existencialisme. La pesta mostra com l'ésser humà s'enfronta a l'absurd, noció filosòfica que aquesta novel·la contribueix a definir.

## Filosofia
La novel·la comporta una reflexió de tipus filosòfic: el sentit de l'existència quan es manca de Déu i d'una moral universal. El narrador remarca la idea que, en última instància, l'ésser humà no té control sobre res, la irracionalitat de la vida és inevitable; així, la pesta representa l'absurd, la teoria del qual, el mateix Camus va ajudar a definir.
Aquesta absència de sentit suprem és el "absurd", i és una cosa que encara que desconcertant és potencialment positiva, ja que les noves raons de l'existència serien qualsevol que vagi lligada a valorar la vida humana per si mateixa i no per causes superiors a les persones (religioses, ideològiques, etc.). La novel·la mostra aquest sentit de l'existència, lliure i ateu, manifestat principalment en el suport mutu i en la llibertat individual, enemistades aquestes amb la indiferència i l'autoritat. Aquest tema l'exposaria de manera no literària en L'home rebel (L'homme révolté).

## Model literari
El to narratiu és similar al de Kafka, sobretot al d'El procés, en què les sentències potencialment tenen diversos significats; sovint el material fa ressò puntual com al·legoria crua sobre la consciència dels esdeveniments i la condició humana. Camus fa un homenatge oblic a El procés.

## Sinopsi
En aquesta novel·la, Camus aborda un tema que no va ser gaire recurrent en les seves obres anteriors: la solidaritat humana. Orà, ciutat algeriana envaïda per la pesta (la malaltia, el mal, la mort, l'absurd del mal), tanca en els seus terrenys persones que lluiten contra aquesta i que estan decidides a acabar amb tot allò que pugui entorpir i denigrar la vida humana. Exemples d'això són el metge Rieux i el seu company Tarrou. Amb La pesta, Camus llança una de les seves màximes fonamentals: «En l'ésser humà hi ha més coses dignes d'admiració que de menyspreu», i nega rotundament tot allò que, tenint un origen terrenal o diví, sigui capaç de produir sofriment a l'ésser humà.
Una lectura més profunda porta alguns crítics a veure en la novel·la una crítica a la restricció de les llibertats: davant la malaltia, les autoritats van limitant els moviments dels seus habitants per protegir-los, tal com dictadures i governs que prohibeixen les llibertats individuals pel miratge d'un bé superior. Sovint, es llegeix com un tractament metafòric de la resistència francesa a l'ocupació nazi durant la Segona Guerra Mundial.

## Adaptacions
L'any 1992, la novel·la de Camus va ser adaptada al cinema en una coproducció argentina, francesa i britànica, escrita i dirigida per Luis Puenzo i protagonitzada per William Hurt, Sandrine Bonnaire, Robert Duvall i Raúl Juliá. La película va competir al 49è Festival Internacional de Cinema de Venècia.
El compositor vallenc Robert Gerhard en va fer una adaptació l'any 1964 (The Plague) en forma de cantata per a narrador, cor i orquestra, amb una música expressiva i d'alt voltatge dramàtic que ajuda a fer encara més colpidora la història escrita per Camus. Es va estrenar l'1 d'abril de 1964 al Royal Festival Hall de Londres, amb Stephen Murray com a narrador i l'Orquestra i el Cor de la BBC sota la direcció d'Antal Dorati. L'obra va ser enregistrada en CD l'any 1996 pel director català Edmond Colomer.

## Edicions en català
La pesta fou traduïda per l'assagista valencià Joan Fuster i publicada per primer cop el 1962 per l'editorial Vergara de Barcelona, dins la col·lecció «Isard». La mateixa traducció s'ha reeditat diversos cops: 1986: Edicions 62 (El Cangur, 97); 2000: Edicions 62 (Butxaca, 62); 2005: Sapiens-Edicions 62 (Biblioteca Bàsica de El Periódico, 31); i 2009: Edicions 62 (Labutxaca).